# Tatteln
Tatteln ist ein historisches Kartenspiel aus dem 19. Jahrhundert für zwei Personen. Es wird mit einem 32-er Blatt Spielkarten gespielt. Wer die meisten Punkte (Points) sammelt, gewinnt. Neben dem Wert der Karten in den Stichen zählen auch Punkte für Kartenkombinationen, die man auf der Hand hat.
Die Spielregeln ähneln sowohl dem Pikett als auch der Mariage (Sechsundsechzig).

## Name
Tatteln hat und hatte eine Vielfalt von Namen, einschließlich Tärtel, Törteln, Tertelé, Franzefuß, Frantsfuus, Därdechen, Därde, Därdel und Derdeln. Heute wird es besonders in Österreich als Tartl bekannt.

## Geschichte
Das Spiel wurde 1801 zuerst erwähnt und zwar sowohl in Hamburg als auch in Dänemark, wo es Frantsfuus-Spillet genannt war.
Nach Aussage der Oeconomischen Encyclopädie von 1842 ist es ...ein im Oesterreichischen sehr beliebtes Kartenspiel, welches zwar keine Originalität zeigt, indem es aus dem bekannten Piquet und dem veralteten Mariage zusammengesetzt ist, aber dennoch Beifall gefunden hat; es ist schwerer als dieses [Piquet], aber leichter als jenes [Mariage]. David Parlett weist außerdem auf die Nähe zu Klaberjass, einer Variante des Jass-Spiels, hin.
Eine 1829 veröffentlichte Spielregel geht darauf ein, dass das Spiel in zahlreichen Varianten und Abwandlungen gespielt wurde (z. B. mit oder ohne Trumpf). Sie spricht dem Spiel außerdem jegliche Originalität ab und erklärt es lediglich zu einer Notlösung, wenn sich keine Gelegenheit zu einem besseren Spiele wie Piquet böte. Dieses Urteils ungeachtet wurde das Spiel im 19. Jahrhundert wiederholt in Spielbücher aufgenommen, die die Regeln verschiedener Spiele zusammentrugen. Dabei orientierten sich viele dieser Regelsammlungen am Wortlaut von 1829, obwohl diese Regeln versäumen, den Wert bestimmter Kartenkombinationen (Tattel/Tertel, Quart, Fuß …) zu nennen.
1855 erschien ein Buch, das sich ausschließlich dem Tertl-Spiel, also dem Tatteln, widmete. Zu seinen Zielen zählt es auch, „die Irrthümer und Unrichtigkeiten zu beseitigen, die [...] leider an manchen Orten zu Regeln erhoben wurden.“ Der anonyme Verfasser geht in seinem Buch kritisch auf verschiedene Abwandlungen und Ergänzungen der Regeln ein.
Eine weitere Fassung der Regeln bieten Schneiders Elsässische Kartenspiele.
Ein österreichisch-ungarisches Dekret von 1854 verbietet neben vielen weiteren Glücksspielen auch „das lottoähnliche Tarteln, auch Vogelspiel genannt, und das Wettspiel Tarteln, auch Judentartel oder Kleintartel genannt.“
Das Spiel scheint bis auf regionale Ausnahmen das 19. Jahrhundert nicht überlebt zu haben. Die Spielregeln wurde zuletzt 1890 von Ulmann beschrieben, wobei dieser es Franzefuß nannte, aber auch angibt, dass es unter den Namen Tatteln, Därdechen oder Därde bekannt sei. Als Tärtele blieb das Spiel jedoch im Elsass bis zum Zweiten Weltkrieg beliebt. Zu den modernen Nachfahren des Tattelns zählen das österreichische Tartl und das verwandte ungarische Spiel Tartli. 

## Regeln
Die Karten werden abwechselnd einzeln an jeden der zwei Spieler verteilt, bis jeder neun oder nach älteren Regeln acht Stück auf der Hand hält. Danach wird die Trumpffarbe aufgedeckt. Der Rest der Karten bleibt als Talon liegen, von welchem nach jedem Stich die Spieler jeweils eine ziehen. Farbe bekennen muss man erst, wenn der Talon aufgebraucht ist, also in den letzten acht Stichen.
Bei diesem Spiel zählen nur die addierten Kartenwerte eines Stichs; die Anzahl der gewonnenen Stiche ist unerheblich. As zählt 11, die Zehn 10, König 4, Dame 3, Bube 2. Je nach den zugrundegelegten Regeln zählt außerdem der Trumpfbube 20 und Trumpfneun 14 Augen. Den letzten Stich zu machen, ist 10 (oder fünf) Punkte wert.
Die Kartenordnung ist bei Nichttrumpffarben Ass, Zehn, König, Dame etc., bei den Trümpfen aber Bube, Neun, Ass, Zehn, König, Dame.
Für das eigentliche Spiel sind verschiedene Kartenkombinationen von Bedeutung. So werden drei aufeinanderfolgende Karten Tattel, Tertel oder Terz genannt. Eine Sequenz von vier Karten heißt „Quart“ und eine von fünf Karten „Fuß“. Eine Quart zählt nicht nur als solche, sondern auch als zwei Tattel, ein Fuß ebenso als drei Tattel und zwei Quarten. Drei gleiche Figuren werden von vier gleichen, wenn diese auch niedriger sein sollten, überboten, ansonsten schlägt der höhere Drilling und Vierling die niederen des Gegners.

### Ansagen
Wer eine Karte ausspielt, darf zuvor eine Kartenkombination von seiner Hand ansagen, um sich die Punkte dafür anzurechnen. Je nach verabredeten Regeln kann der Gegner sich nichts anschreiben, solange er/sie keinen Stich gemacht hat, oder darf sich die Punkte gutschreiben, wenn seine Kartenkombination höherwertig als die angesagte des Gegners ist.
Wenn zu einem bereits angesagten und gutgeheißenen Tattel auch eine von oben oder unten in die Reihenfolge passende Karte derselben Farbe kommt, so hat man zwei Tattel, also zu dem schon angesagten Tattel wird noch einer dazu gezählt, worauf nun erst die Quart geltend macht wird. Ein Beispiel: Der Spieler sagt einen Tattel von Buben (Bube, 10, 9) an und zieht in der Folge die dazugehörige Dame, so schreibt man noch einen Tattel von dieser (Dame, Bube, 10), und dann erst die Quart (Dame bis 9), vorausgesetzt, dass der Spieler noch keines der zugehörigen Blätter verworfen hat.
Wer einen Stich machte, hebt zuerst von dem übrig gebliebenen Talon eine Karte auf, nach ihm der Gegner. Folglich hat jeder auf der Hand immer wieder auf acht Karten zu ergänzen, so lange der Talon besteht. Wer nicht abhebt, dies außer der Reihe tut oder zwei auf einmal nimmt, begeht einen Regelverstoß.

### Berechnung
Die Zehn nimmt bei den Sequenzen ihren natürlichen Platz ein. Beim Bedienen von ausgespielten Karten muss Farbe erst dann bedient werden, wenn der Talon leer ist, also in den letzten 8 Stichen. Die Trumpfsieben raubt. Wer von den letzten 9 Stichen gar keinen erhält, muss die Spielrunde zahlen.
Bezüglich der Berechnung der Sequenzen, Stiche und Punktezahl, bis zu der man die ganze Partie spielt, ist genau wie beim Pikett geregelt. Tatteln kann auch ohne Trumpfwahl gespielt werden.

## Varianten
Zu den zahlreich vorkommenden Varianten und Zusatzregeln schreibt der Verfasser der Regeln von 1829:
„Es geht dem Tatteln nicht besser, als den unzähligen andern ephemeren Erscheinungen der Mode. Fast jeder Theilnehmer fühlte in Kurzem das Ungenügende, stieß auf Inconsequenzen, und suchte diesen Mängeln, mit und ohne Beruf, durch eigene Zusätze und Weglassungen abzuhelfen, und dieser Flickerey wenigstens in seinem Zirkel Autorität zu verschaffen. – Natürlich erhielt das Spiel dadurch sehr verschiedenartige Gestaltungen; in manchen Gegenden wird es auf eine ganz abweichende, oft gegen alle Raison, die einzige Basis jedes soliden Spiels, streitende Art gespielt.“